# Districte d'Elbasan
Elbasan és un dels 36 districtes que formen Albània, que a la vegada forma part del Comtat d'Elbasan. Té una població de 224.000 habitants (dades de 2004), en una extensió de 1.290 km². Està situat enmig del Comtat, i la seva capital, Elbasan, està situada al centre del país.

## Divisions administratives
El districte constava dels següents municipis:
- Belsh
- Bradashish
- Cërrik
- Elbasan
- Fierza
- Fonara
- George
- Gynar
- Convidat
- Gràcia
- Grecà
- Caín
- Klos
- Labinot-Fushë
- Labinot-Mal
- Mollas
- Paper
- Pissarra
- Shalës
- Shirgjan
- Shushica
- Espectacles
- Zavalina

Plantilla:Div col final